# Gustavo Nascimento da Costa
Gustavo Nascimento da Costa, hay Gustavo (sinh ngày 20 tháng 3 năm 1995) là một cầu thủ bóng đá người Brasil thi đấu cho Penafiel theo dạng cho mượn từ Portimonense.

## Sự nghiệp câu lạc bộ
Anh ra mắt chuyên nghiệp tại Campeonato Brasileiro Série B cho Mogi Mirim vào ngày 9 tháng 5 năm 2015 trong trận đấu trước Criciúma.